# Szuahéli drongó
A szuahéli drongó vagy szerecsendrongó (Dicrurus adsimilis) a madarak osztályának verébalakúak (Passeriformes) rendjébe és a drongófélék (Dicruridae) családjába tartozó faj.

## Előfordulása
Afrikában a Szahara alatti területeken honos.

## Alfajai
- Dicrurus adsimilis adsimilis
- Dicrurus adsimilis apivorus
- Dicrurus adsimilis divaricatus
- Dicrurus adsimilis fugax

## Megjelenése
Testhossza 25 centiméter.
|  |

## Szaporodása
Fészekalja 2-5 tojásból áll, melyen 15-18 napig kotlik.